# Nhiệt độ phòng

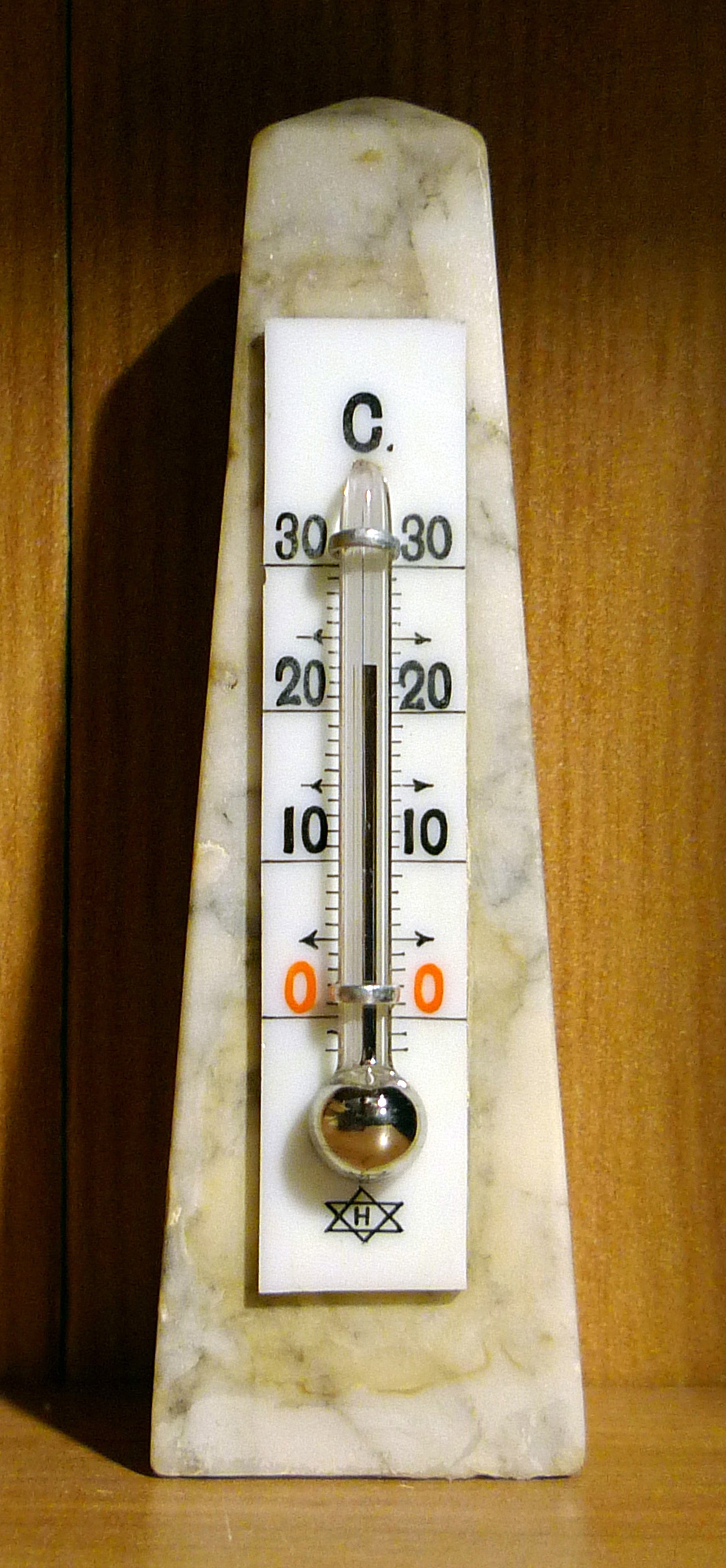
Thủy ngân trong một nhiệt kế cho thấy nhiệt độ trong khoảng nhiệt độ phòng

Nói theo cách thông thường, nhiệt độ phòng là khoảng nhiệt độ của không khí mà mọi người đều thích cho các thiết lập trong nhà, cảm thấy thoải mái khi mặc quần áo thông thường trong nhà. Sự thoải mái của con người có thể vượt ra ngoài phạm vi này tùy thuộc vào độ ẩm, sự lưu thông không khí và các yếu tố khác. Thức ăn hoặc đồ uống có thể được phục vụ ở nhiệt độ phòng, nghĩa là không được làm nóng hoặc làm lạnh.
Trong các lĩnh vực nhất định, như khoa học và kỹ thuật, và trong một ngữ cảnh cụ thể,nhiệt độ phòng có thể có các giá trị nhiệt độ khác nhau. Ngược lại, nhiệt độ môi trường xung quanh là nhiệt độ thực tế, được đo bằng nhiệt kế, của không khí (hoặc các môi trường khác) ở bất kỳ địa điểm cụ thể nào. Nhiệt độ xung quanh (ví dụ như một căn phòng không được sưởi ấm vào mùa đông) có thể rất khác so với nhiệt độ phòng lý tưởng.

## Nhiệt độ thoải mái
The American Heritage Dictionary of the English Language xác định nhiệt độ phòng là 20–22 °C (68–72 °F), trong khi Từ điển tiếng Anh Oxford nói rằng nhiệt độ thông thường là khoảng 20 °C (68 °F)".
Một số nghiên cứu đã gợi ý rằng sự thoải mái về nhiệt độ của nam giới và nữ giới có thể khác nhau đáng kể, trong đó trung bình phụ nữ thích nhiệt độ xung quanh cao hơn.